# Vaccinium hainanense
Vaccinium hainanense är en ljungväxtart som beskrevs av Hermann Sleumer. Vaccinium hainanense ingår i Blåbärssläktet, och familjen ljungväxter. Inga underarter finns listade i Catalogue of Life.